# Josep Balcells i Cortada
Josep Balcells i Cortada   (Montornès de Segarra, c. 1854 - Barcelona, 20 d'abril de 1931) fou un polític i empresari català.

## Biografia
Pertanyia a una família d'empresaris naviliers i comerciants amb Amèrica (vegeu magatzem Balcells). De jove emigrà a Cuba, on va ser un dels fundadors de la casa bancària i comercial del mateix nom a l'Havana. Mentre hi residia va ser soci de la Societat de Beneficència de Naturals de Catalunya, als quals va llegar 10.000 pessetes a la seva mort. Va retornar a Barcelona l'any 1888, on es va dedicar al comerç del vi. Fou conseller de diverses entitats mercantils, com Balcells y Sobrino (1893), membre de la Junta Provincial de Beneficència de Barcelona i president del Sindicat d'Exportadors de Vi el 1907. El 1920 també dirigí la Companyia Anònima de Funiculars i Ascensors.
Simultàniament va fer carrera política amb el Partit Liberal, en el que fou seguidor d'Eugenio Montero Ríos. Fou elegit diputat amb aquest partit per Igualada a les eleccions generals espanyoles de 1898 i per Cervera a les eleccions generals espanyoles de 1903, i a les Corts va mostrar discrepàncies amb la política lliurecanvista del govern. Fou senador per la província de Tarragona el 1910-1911, 1914-1915 i 1916-1917, i diputat provincial de Tarragona el 1910-1911, 1914-1918 i 1916-1917. El 1919 fou un dels que va signar el manifest fundacional de la Unión Monárquica Nacional, amb la que seria regidor de l'ajuntament de Barcelona el 1930.
Morí a Barcelona el 20 d'abril de 1931 a l'edat de 77 anys, solter, al Passeig de Gràcia, 20.